# Michel Yermoloff
Pour les articles homonymes, voir Iermolov.
Michel de Yermoloff (en russe : Михаил Александрович Ермолов, Mikhaïl Alexandrovitch Iermolov ; 13 février 1794, Moscou - 9 septembre 1870, La Tronche) est un général et homme de lettres russe.

## Biographie
Fils du général Alexandre Iermolov, favori et amant de la Grande Catherine, et d'Élisabeth, princesse Galitzine, il entre dans la carrière en 1810, à l'âge de seize ans.
Après avoir suivi une formation à l'École militaire, il est nommé brigadier, est attaché à la suite du tsar Alexandre Ier de Russie au quartier général en 1811, puis devient aide de camp du général général Bagration.
Il est promu colonel à l'âge de vingt six ans, puis général-major en 1826.
En 1827, il prend un long congé pour voyager. Après un passage en Autriche, où réside son père, il s'installe à Paris. Il épouse, en 1828, Joséphine de Lasalle, fille du général Antoine Charles Louis de Lasalle et de Joséphine d’Aiguillon. Il est le beau-père de Roger de Podenas, prince de Cantalupo, et du marquis Ludovic de Champeaux.
Il reprend du service dans le Caucase, sous les ordres son cousin, Alexis Iermolov.
Il est ensuite nommé officier-instructeur à l'École militaire de Saint-Pétersbourg et attaché à la personne du grand-duc Michel Pavlovitch de Russie, dont il devient premier aide de camp.
Au décès de son père en 1834, il hérite du château de Frohsdorf, près de Vienne.
Il retourne s'installer en France en 1836, selon le désir de sa femme. Il s'occupe alors de travaux littéraires, fréquentant les milieux littéraires, artistiques et politiques parisiens et fonde l'asile Saint-Michel.
Il est inhumé au cimetière ancien de La Tronche (Isère).

## Publications
- Le Solitaire des Alpes, ou La vérité religieuse devant la raison
- Description des appareils photographiques employés et organisés par M. Charles Brooke, à l'Observatoire de Greenwich pour l'enregistrement des variations magnétiques et météorologiques (traduit de l'anglais, 1852)

## Sources
- Yodé Simplice Dion, Miézan Eboule, Brégui Mahoro, Kouamé François Yao, Manuel de philosophie, 2014